# Liste der Baudenkmale in Friesoythe
In der Liste der Baudenkmale in Friesoythe sind die Baudenkmale der niedersächsischen Gemeinde Friesoythe und ihrer Ortsteile aufgelistet. Der Stand der Liste ist der 31. Juli 2022.

## Allgemein
In den Spalten befinden sich folgende Informationen:
- Lage: die Adresse des Baudenkmales und die geographischen Koordinaten. Kartenansicht, um Koordinaten zu setzen. In der Kartenansicht sind Baudenkmale ohne Koordinaten mit einem roten Marker dargestellt und können in der Karte gesetzt werden. Baudenkmale ohne Bild sind mit einem blauen Marker gekennzeichnet, Baudenkmale mit Bild mit einem grünen Marker.
- Bezeichnung: Bezeichnung des Baudenkmales
- Beschreibung: die Beschreibung des Baudenkmales. Unter § 3 Abs. 2 NDSchG werden Einzeldenkmale und unter § 3 Abs. 3 NDSchG Gruppen baulicher Anlagen und deren Bestandteile ausgewiesen.
- ID: die Objekt-ID des Baudenkmales
- Bild: ein Bild des Baudenkmales, ggf. zusätzlich mit einem Link zu weiteren Fotos des Baudenkmals im Medienarchiv Wikimedia Commons. Wenn man auf das Kamerasymbol klickt, können Fotos zu Baudenkmalen aus dieser Liste hochgeladen werden:

## Altenoythe
| Lage                                            | Bezeichnung                  | Beschreibung | ID       | Bild           |
| ----------------------------------------------- | ---------------------------- | ------------ | -------- | -------------- |
| Altenoyther Straße 7 53° 1′ 44″ N, 7° 52′ 33″ O | Kobrinks Kreuz (Wegekreuz)   |              | 34787204 | BW             |
| Altenoyther Straße 7 53° 1′ 44″ N, 7° 52′ 34″ O | Kobrinks Kreuz (Grabhügel)   |              | 34788384 | BW             |
| Altenoyther Straße 53° 2′ 7″ N, 7° 52′ 45″ O    | Kriegerdenkmal (Denkmal)     |              | 34787579 | BW             |
| Altenoyther Straße 53° 2′ 6″ N, 7° 52′ 46″ O    | Kriegerdenkmal (Grünanlage)  |              | 34788620 | BW             |
| Altenoyther Straße 53° 2′ 7″ N, 7° 52′ 46″ O    | Kriegerdenkmal (Baumbestand) |              | 34788411 | BW             |
| Altenoyther Straße 50 53° 3′ 5″ N, 7° 54′ 28″ O | Schafstall                   |              | 34786171 | BW             |
| Vitusstraße 2 53° 1′ 50″ N, 7° 52′ 31″ O        | St. Vitus (Kirche)           |              | 34788384 | Weitere Bilder |
| Vitusstraße 2 53° 1′ 50″ N, 7° 52′ 33″ O        | St. Vitus (Kirchhof)         |              | 34788357 |                |

## Friesoythe
| Lage                                        | Bezeichnung                        | Beschreibung | ID       | Bild           |
| ------------------------------------------- | ---------------------------------- | ------------ | -------- | -------------- |
| Bahnhofstraße 14 53° 1′ 27″ N, 7° 51′ 21″ O | Lokschuppen                        |              | 34786318 |                |
| Bahnhofstraße 14 53° 1′ 27″ N, 7° 51′ 21″ O | Wasserturm                         |              | 34788158 |                |
| Grüner Hof 5 53° 1′ 27″ N, 7° 51′ 45″ O     | Marienklus (Wegekapelle)           |              | 34786363 | BW             |
| Grüner Hof 5 53° 1′ 26″ N, 7° 51′ 45″ O     | Marienklus (Baum)                  |              | 34788454 | BW             |
| Kirchstraße 53° 1′ 15″ N, 7° 51′ 32″ O      | St. Marien (Kirche)                |              | 34786392 | Weitere Bilder |
| Kirchstraße 53° 1′ 15″ N, 7° 51′ 34″ O      | St. Marien (Kirchhof)              |              | 34788536 | BW             |
| Kirchstraße 13 53° 1′ 17″ N, 7° 51′ 38″ O   | Haus Pancratz (Malergeschäft)      |              | 34786422 |                |
| Kirchstraße 13 53° 1′ 17″ N, 7° 51′ 37″ O   | Haus Pancratz (Wirtschaftsgebäude) |              | 34788109 | BW             |
| Meeschenstraße 1 53° 1′ 18″ N, 7° 51′ 42″ O | Polizeigebäude                     |              | 34786453 | BW             |
| Mühlenstraße 6 53° 1′ 10″ N, 7° 51′ 37″ O   | Warnkensche Wassermühle            |              | 34786478 | BW             |
| Mühlenstraße 12 53° 1′ 8″ N, 7° 51′ 40″ O   | Amtsgericht                        |              | 34786504 | BW             |
| Mühlenstraße 12 53° 1′ 8″ N, 7° 51′ 41″ O   | Stadtverwaltung (Bauamt)           |              | 34786532 | BW             |
| Mühlenstraße 14 53° 1′ 9″ N, 7° 51′ 42″ O   | Verwaltungsgebäude                 |              | 34786566 | BW             |
| Thüler Straße 15 53° 0′ 58″ N, 7° 51′ 34″ O | Gulfhaus                           |              | 34786593 | BW             |

## Gehlenberg/Ellerbrook
| Lage                                           | Bezeichnung                                | Beschreibung | ID       | Bild           |
| ---------------------------------------------- | ------------------------------------------ | ------------ | -------- | -------------- |
| Altenend 58 a 52° 58′ 22″ N, 7° 47′ 30″ O      | Kriegerdenkmal                             |              | 34787957 | BW             |
| Hauptstraße 46 52° 58′ 23″ N, 7° 45′ 55″ O     | Wohn-/ Wirtschaftsgebäude                  |              | 34787402 | BW             |
| Hauptstraße 48 52° 58′ 21″ N, 7° 45′ 57″ O     | Wohn-/ Wirtschaftsgebäude                  |              | 34786692 | BW             |
| Kirchstraße 6 52° 58′ 33″ N, 7° 45′ 54″ O      | St. Prosper (Kirche)                       |              | 34786716 | Weitere Bilder |
| Kirchstraße 6 52° 58′ 33″ N, 7° 45′ 52″ O      | St. Prosper (Grabdenkmale)                 |              | 34788055 | BW             |
| Kirchstraße 6 52° 58′ 33″ N, 7° 45′ 57″ O      | St. Prosper (Kirchhof)                     |              | 34788510 | BW             |
| Mühlenstraße 5a 52° 58′ 37″ N, 7° 46′ 20″ O    | Schulte'sche Mühle                         |              | 34786745 | BW             |
| Sportplatzstraße 4 52° 58′ 46″ N, 7° 48′ 22″ O | Gut Ellerbrock (Wohn-/ Wirtschaftsgebäude) |              | 34786287 | BW             |
| Sportplatzstraße 4 52° 58′ 47″ N, 7° 48′ 20″ O | Gut Ellerbrock (Packhaus)                  |              | 34786254 | BW             |

## Kamperfehn
| Lage                                          | Bezeichnung                     | Beschreibung | ID       | Bild |
| --------------------------------------------- | ------------------------------- | ------------ | -------- | ---- |
| Achterhörner Straße 53° 5′ 8″ N, 7° 48′ 29″ O | Elisabethfehnkanal              |              | 34724844 | BW   |
| Zum Sportplatz 11 53° 5′ 4″ N, 7° 47′ 59″ O   | Wohnbaracke Reichsarbeitsdienst |              | 34786801 | BW   |

## Markhausen
| Lage                                                  | Bezeichnung                          | Beschreibung | ID       | Bild           |
| ----------------------------------------------------- | ------------------------------------ | ------------ | -------- | -------------- |
| Am Mühlenberg 4 52° 56′ 45″ N, 7° 49′ 51″ O           | Platesche Mühle                      |              | 34786867 | Weitere Bilder |
| Hillhöhe (Franz-Sin-Damm) 52° 55′ 49″ N, 7° 51′ 54″ O | Forstschutzhütte Augustendorf        |              | 34786867 | BW             |
| Schulstraße 2a 52° 56′ 30″ N, 7° 50′ 2″ O             | St. Johannes der Täufer (Kirche)     |              | 34788483 | BW             |
| Schulstraße 2a 52° 56′ 29″ N, 7° 50′ 1″ O             | St. Johannes der Täufer (Kirchhof)   |              | 34786867 | BW             |
| Schulstraße 2a 52° 56′ 30″ N, 7° 50′ 0″ O             | St. Johannes der Täufer (Grabsteine) |              | 34788643 | BW             |
| Zum Eleonorenwald 3 52° 56′ 20″ N, 7° 49′ 55″ O       | Hof Gehlenborg (Scheune)             |              | 34786972 | BW             |

## Middelsten Thüle
| Lage                                              | Bezeichnung                    | Beschreibung | ID       | Bild |
| ------------------------------------------------- | ------------------------------ | ------------ | -------- | ---- |
| B 72: km 15 52° 57′ 24″ N, 7° 55′ 47″ O           | Kilometerstein                 |              | 34786618 | BW   |
| Kurfürstendamm 54 52° 57′ 41″ N, 7° 54′ 35″ O     | Wohnhaus                       |              | 34786998 | BW   |
| Thüler Kirchstraße 31 52° 57′ 39″ N, 7° 54′ 53″ O | St. Johannes Baptist           |              | 34787022 | BW   |
| Zum Herrensand 3 52° 56′ 35″ N, 7° 53′ 27″ O      | Forstdienstgehöft Augustendorf |              | 34786225 | BW   |

## Neuscharrel
| Lage                                          | Bezeichnung              | Beschreibung | ID                                                                  | Bild |
| --------------------------------------------- | ------------------------ | --- | ------------------------------------------------------------------- | ---- |
| Achterhörner Straße 53° 0′ 7″ N, 7° 44′ 24″ O | Grenzsteine              | | 34787748 34787802/1/-/ 34787775 34787748 34787802                   | BW   |
| Hauptstraße 1 53° 0′ 17″ N, 7° 46′ 15″ O      | Herz-Jesu-Kapelle (Klus) | | 34787078                                                            | BW   |
| Hauptstraße 1a 53° 0′ 18″ N, 7° 46′ 15″ O     | Prozessionskapelle       | | 34787230                                                            | BW   |
| Hauptstraße 14 53° 0′ 30″ N, 7° 45′ 59″ O     | St. Ludger (Kirche)      | Katholische, neugotische einschiffige Backstein-Saalkirche. Errichtet von Johann Bernhard Hensen 1866–67. Nicht geostete Kirche mit Nordturm auf quadratischem Grundriss, dieser mit eckbetonenden Strebepfeilern, ausgeprägten Kaffgesimsen auch unter den Schalllamellen im Glockengeschoss. Kupfergedeckter, abgeknickter Spitzhelm mit vier zierlichen Spitzgiebeln. Seitlicher Annexbau am Turm, etwa halbrund. Polygonaler Chor im Süden, der Chorfirst in nahezu durchgängiger Linie mit dem des Kirchenschiffes. Schlanke, schmale Bauweise des Kirchensaals mit hohen spitzbogigen Buntglasfenstern, Sandstein-Maßwerk und Strebepfeilern. 1945 nach Kriegszerstörung ausgebrannt, dadurch bedingte weitreichende Zerstörung der Architektur und Ausstattung. Wiederaufbau der gesamten Kirche 1950 abgeschlossen. Im Inneren von der weiß geputzten Kirche dezent farblich abgesetzte Kreuzgratgewölbe, deren Dienste in schlichten Bündelpfeilern enden, eine säulengetragene hölzerne Empore mit Orgelneubau von 1947 sowie der Altar mit hölzernem Retabel. | 34787105                                                            | BW   |
| Heideweg 53° 0′ 8″ N, 7° 46′ 32″ O            | Grenzstein               | | 34787648                                                            | BW   |
| Prozessionsweg 53° 0′ 9″ N, 7° 45′ 52″ O      | Grenzsteine              | | 34787333 34787723 34787698/1/-/ 34787673 34787333 34787723 34787698 | BW   |

## Außerhalb
| Lage                                         | Bezeichnung                               | Beschreibung | ID                              | Bild |
| -------------------------------------------- | ----------------------------------------- | ------------ | ------------------------------- | ---- |
| 53° 0′ 56″ N, 7° 42′ 47″ O                   | Grenzsteine                               |              | 34787858/1/-/ 34787886 34787858 | BW   |
| Barßeler Straße 63 53° 4′ 7″ N, 7° 50′ 13″ O | Gut Reinshaus (Wohn-/ Wirtschaftsgebäude) |              | 34787276                        | BW   |